# روز جهانی یوگا

روز جهانی یوگا (به هندی: अंतर्राष्ट्रीय योग दिवस؛ Antarāshtriya Yog Divas) روز ۲۱ ژوئن است که از سوی سازمان ملل و به پیشنهاد دولت هند در دسامبر سال ۲۰۱۴ به عنوان «روز جهانی یوگا» تصویب شد. ۲۱ ژوئن یا اول تیر ماه بلندترین روز سال است که در فرهنگ ایرانی آنرا شروع تیرگان یا جشن چله تموز می‌گفته‌اند در ایران این روز به فراموشی سپرده شده است اما هند توانست آنرا با یوگا مهمترین مراسم هندی پیوند دهد و روز جهانی کند.
.

## یوگا چیست
یوگا یک ورزش جسمی و روحی است که بر فعالیت‌های جسمی و فکری متمرکز است و یک عبادت هندویی محسوب می‌شود که امروزه در سراسر جهان پیروانی دارد.

## مخالفان یوگا
چین و پاکستان یوگا را ابزار نرم هند برای توسعه نفوذ خود می‌دانند.